# Бач-Кішкун
Ба́ч-Кі́шкун (угор. Bács-Kiskun) — медьє у центрально-південній частині Угорщини, в межиріччі Тиси і Дунаю. Адміністративний центр — Кечкемет.
Бач-Кішкун межує з Баранею, Толнею, Феєром на заході (за Дунаєм); з Пештом на півночі, Яс-Надькун-Сольноком і Чонґрадом на сході, за Тисою. На півдні Бач-Кішкуна проходить державний кордон із Сербією.

## Райони медьє
| Карта | №                          | Область                     | Оригінальна назва | Адм. центр | Площа (км²) | Мешканців | Сел. |
| ----- | -------------------------- | --------------------------- | ----------------- | ---------- | ----------- | --------- | ---- |
|       |                            |                             |                   |            |             |           |      |
| 8     | Баяйський район            | Bajai kistérség             | Бая               | 1190,79    | 75 406      | 20        |      |
| 10    | Бачальмашський район       | Bácsalmási kistérség        | Бачальмаш         | 381,09     | 17 698      | 8         |      |
| 3     | Калочський район           | Kalocsai kistérség          | Калоча            | 1029,13    | 54 263      | 20        |      |
| 2     | Кечкеметський район        | Kecskeméti kistérség        | Кечкемет          | 1483,08    | 170 554     | 18        |      |
| 4     | Кішкйорйошський район      | Kiskőrösi kistérség         | Кішкйорйош        | 1130,33    | 57 150      | 15        |      |
| 6     | Кішкунфеледьгазський район | Kiskunfélegyházai kistérség | Кішкунфеледьгаза  | 717,51     | 46 741      | 9         |      |
| 9     | Кішкунгалашський район     | Kiskunhalasi kistérség      | Кішкунгалаш       | 826,34     | 45 999      | 9         |      |
| 7     | Кішкунмайшський район      | Kiskunmajsai kistérség      | Кішкунмайша       | 485,15     | 20 082      | 6         |      |
| 1     | Кунсентміклошський район   | Kunszentmiklósi kistérség   | Кунсентміклош     | 802,81     | 31 430      | 10        |      |
| 7     | Яношхальмський район       | Jánoshalmai kistérség       | Яношхальма        | 399,10     | 16 967      | 4         |      |

Інші міста:
- Дунавече
- Іжак
- Керекедьхаза
- Кецель
- Лайошміже
- Сабадсаллаш
- Тисакечке
- Томпа
- Шольт
- Шольтвадкерт